# Fencamfamina
La fencamfamina o femcanfamina è un blando stimolante del sistema nervoso, agonista indiretto dei recettori D1 e oppioidi ȳ.
È commercializzata in pochi paesi, (nome commerciale Reactivan) principalmente usata contro narcolessia e fatica cronica. È in fase di studio per l'iperattività infantile.
È una sostanza che può provocare abuso e dipendenza.
Famoso il suo uso nel ciclismo (nel 1969 Eddy Merckx fu squalificato dal Giro d'Italia per essere risultato positivo al test).